# الحياة المزدوجة لفيروينك
الحياة المزدوجة لفيروينكا (بالفرنسية: La double vie de Véronique، بالبولندية: Podwójne życie Weroniki) هو فيلم درامي انتج عام 1991 من إخراج المخرج البولندي «كريستوف كيشلوفسكي» وبطولة إيرين جاكوب. الفيلم من تأليف كيشلوفسكي و Krzysztof Piesiewicz يستكشف الفيلم موضوعات الهوية والحب والحدس البشري من خلال شخصيات ويرونيكا، وهي مغنية سوبرانو لجوقة بولندية، وقرينتها، فيرونيك، مدرسة الموسيقى الفرنسي. المرأتان لا تعرفان بعضهما البعض ومع ذلك تشتركان في رابطة غامضة وعاطفية تتجاوز اللغة والجغرافيا.
كان فيلم الحياة المزدوجة لفيرونيك أول فيلم لكيشلوفسكي انتج جزئيًا خارج موطنه بولندا. فازت بجائزة لجنة التحكيم المسكونية وجائزة FIPRESCI في مهرجان كان السينمائي عام 1991، وجائزة أفضل ممثلة لجاكوب. تم اختيار فيلم «الحياة المزدوجة لفيرونيك» ليكون المدخل البولندي لأفضل فيلم بلغة أجنبية في حفل توزيع جوائز الأوسكار رقم 64، ولكن لم يتم قبوله كمرشح.
في بولندا في عام 1968، تظهر فتاة صغيرة في نجوم سماء الشتاء. في فرنسا، تظهر إحدى أوراق الربيع الأولى لفتاة صغيرة.
في عام 1990، كانت شابة بولندية تدعى ويرونيكا (إيرين جاكوب) تغني في حفل موسيقي في الهواء الطلق مع جوقة لها عندما تسبب هطول أمطار مفاجئ في اندفاع المغنيين الاحتياطيين. بعد أن احتفظت ويرونيكا بالملاحظة الأخيرة بمفردها، قابلت صديقها أنتيك (Jerzy Gudejko)، وذهبوا إلى شقته لممارسة الحب. في اليوم التالي طلبت من والدها إخبار أنتيك بأنها ستغادر لتكون مع خالتها المريضة في كراكوف. مشيرة إلى أنها تشعر مؤخرًا بأنها ليست وحيدة في العالم.
تسافر ويرونيكا إلى كراكوف بالقطار وتلتقي بخالتها، وتتصل فيما بعد بصديقة محلية تلتقي بها في تدريب الكورال الخاص بها. بينما تتدرب الجوقة، ترافقهم ويرونيكا بصوتها الخارق خارج المسرح. بعد ذلك، يطلب منها المايسترو الموسيقي إجراء الاختبار. بسعادة غامرة، تندفع ويرونيكا إلى المنزل مع النوتة الموسيقية. أثناء المشي في ساحة وسط احتجاج، لاحظت ويرونيكا سائحة فرنسية تلتقط صورًا للمتظاهرين - وهي امرأة شابة تشبهها تمامًا. تبتسم ويرونيكا وهي تراقب قرينتها المزدوجة في الحافلة السياحية التي سرعان ما تنطلق بعيدًا.
في الاختبا، أثار غناء ويرونيكا إعجاب المايسترو الموسيقي والقائدة، وقيل لها لاحقًا أنها فازت في الاختبار. أثناء عودتها إلى المنزل بعد الاختبا، تعاني ويرونيكا من سكتة قلبية خفيفة لكنها تتعافى. في اليوم التالي، يجتمع ويرونيكا مع أنتيك. في تلك الليلة أثناء الحفلة الموسيقية، أثناء غناءها في جزء منفرد، تنهار ويرونيكا على خشبة المسرح وتموت بنوبة قلبية.
في كليرمون فيران، فرنسا في نفس اليوم، تغمر فيرونيك (إيرين جاكوب)، وهي امرأة فرنسية شابة وقرينة ويرونيكا، بالحزن بعد ممارسة الجنس مع صديقها. ذهبت لاحقًا إلى مدرس الموسيقى الخاص بها، وأخبرته أنها ستترك الجوقة. في اليوم التالي، في المدرسة التي تدرس فيها الموسيقى، حضرت فيرونيك عرضًا للدمى المتحركة مع فصلها حول راقصة باليه كسرت ساقها ثم تحولت إلى فراشة. ثم تقود فصلها في مقطوعة موسيقية لمؤلف موسيقي من القرن الثامن عشر، فان دن بودينماير - وهي نفس القطعة التي غنتها ويرونيكا عندما ماتت. في تلك الليلة أثناء قيادتها للمنزل، رأت محرك الدمى عند إشارة مرور تشير إليها ألا تشعل الطرف الخطأ من سيجارتها. استيقظت لاحقًا على مكالمة هاتفية دون أن يتحدث أح، فقط جوقة تغني موسيقى فان دن بودينماير. تزور فيرونيك والدها في اليوم التال، حيث تكشف عن حبها لشخص لا تعرفه، وأنها شعرت مؤخرًا أنها فقدت شخصًا من حياتها. بالعودة إلى كليرمون فيران، تلقت حزمة تحتوي على رباط حذاء، والتي قارنتها بمخطط رسم القلب الكهربائي الخاص بها، وقام شخص غريب بإلقاء الضوء عليها باستخدام مرآة.
تعلم فيرونيك أن محرك الدمى هو مؤلف كتب للأطفال اسمه Alexandre Fabbri (فيليب فولتر)، الذي أسس الدمية على أحد كتبه وكتب آخر عن رباط الحذاء. في الأيام المقبلة، تقرأ فيرونيك العديد من كتب الإسكندر. عندما تزور فيرونيك والدها، أعطاها حزمة موجهة إليها تحتوي على شريط كاسيت. تستمع إلى الشريط الذي يحتوي على تسجيلات لآلة كاتبة وخطوات وفتح باب ومحطة قطار وجزء من موسيقى فان دن بودينماير. هناك أيضًا أصوات حادث سيارة وانفجار. يقود الطابع البريدي الموجود على الظرف Véronique إلى محطة قطار Gare Saint-Lazare في باريس. تذهب إلى مقهى في المحطة حيث تعتقد أن التسجيلات قد تم، ورأت ألكسندر. أخبرها أنه كان ينتظرها لمدة يومين، وأنه يعمل على كتاب جديد، وأنه أرسل لها الحزم كنوع من التجربة لمعرفة ما إذا كانت ستأتي إليه. غاضبًا من التلاعب به، تغادر فيرونيك وتقطن في فندق قريب. لتقابل ألكسندر، الذي طلب منها العفو، وأحضرته إلى غرفتها، حيث ينام كلاهما. خلال الليل، يعترفون بمشاعرهم تجاه بعضهم البعض.
في صباح اليوم التالي، أثناء حديثها مع ألكسندر، قالت فيرونيك إنها تشعر «أنني كنت هنا وفي مكان آخر في نفس الوقت» وأن شخصًا ما كان يقود حياتها. تشرع فيرونيك في إظهار محتويات حقيبة يد أليكساندر، ويصادف ورقة إثبات من الصور التي تم التقاطها في رحلة فيرونيك الأخيرة إلى بولندا. لاحظ ألكسندر ما يعتقد أنه صورة لـ فيرونيك، لكنها أكدت له أنها ليست هي. ثم ترى الصورة، مدركة أنها ويرونيكا في الصورة. فيرونيك غارقة في القلق وتنهار تبكي بينما ألكسندر يريحها. يصبح من الواضح أن مصير ويرونيكا قد أجبر بطريقة ما فيرونيكا على التوقف عن الغناء وتجنب نفس الموت.
في وقت لاحق في شقته، رأت فيرونيكا أن ألكسندر يعمل على دمية جديدة مع صورتها. عندما سئل عن الغرض من دمية متطابقة ثانية، أوضح ألكسندر أنه يحتاج إلى دمية إضافية في حالة تلف أحدها. يوضح لها كيف تعمل الدمية الواحدة بينما يرقد الزوجان بلا حياة على الطاولة. ألكسندر يقرأ كتابه الجديد لـ فيرونيكا عن امرأتين ولدت في نفس اليوم في مدن مختلفة، تربطهما علاقة غامضة. في وقت لاحق من ذلك اليوم، وصلت فيرونيك إلى منزل والدها، وتوقفت عند البوابة الأمامية، وتمد يدها وتلمس جذع شجرة قديم. يبدو أن والدها، الموجود داخل المنزل، يشعر بوجودها.

## طاقم العمل
إيرين جاكوب في دور ويرونيكا، وفيرونيك [الملاحظة 1]
Halina Gryglaszewska بدور العمة
كالينا جودروسيك بدور المرأة المبهجة
ألكسندر بارديني في دور قائد الأوركسترا
Władysław Kowalski بصفته والد Weronika
غيوم دي تونكيديك بدور سيرج
جيرزي جوديكو في دور أنتيك
فيليب فولتر في دور الكسندر فابري
ساندرين دوماس في دور كاثرين
يانوش ستيرنينسكي بدور المحامي
لويس دوكرو كأستاذ

## الموسيقى
ألف موسيقى الفيلم بواسطة «زبيجنيف بريزنر». في الفيلم وصفت موسيقاه بأنها من تأليف فان دن بودينماير، مؤلف موسيقي هولندي خيالي من القرن الثامن عشر ابتكره بريزنر وكيولوفسكي للإسناد في سيناريوهات. تلعب موسيقى «بواسطة» الملحن الهولندي دورًا في فيلمين آخرين من أفلام Kieślowski: Dekalog (1988) و Three Colors: Blue (1993) «ثلاثية الألوان» حيثا قتبس موضوعه من موسيقاه الفنية في أغنية توحيد أوروبا. وصور أغنيتها الفردية السوبرانو الصغيرة بشكل مسبق في أداء ويروينكا النهائي.

## الدمى
نفيذ أعمال الدمية في «الحياة المزدوجة لفيرونيك» بواسطة محرك الدمى والنحات الأمريكي بروس شوارتز. على عكس معظم محركي الدمى الذين عادةً ما يخفون أيديهم في القفازات أو يستخدمون الخيوط أو العصي، يُظهر شوارتز يديه أثناء الأداء.

## جوائز وترشيحات
1991 جائزة مهرجان كان السينمائي من لجنة التحكيم المسكونية (كرزيستوف كييلوفسكي) وون
1991 جائزة مهرجان كان السينمائي FIPRESCI (Krzysztof Kieślowski)
1991 فاز بجائزة مهرجان كان السينمائي لأفضل ممثلة (إيرين جاكوب)
1991 ترشح في مهرجان كان السينمائي للنخلة الذهبية (كرزيستوف كيلوفسكي)
1991 فاز بجائزة Los Angeles Film Critics لأفضل موسيقى (Zbigniew Preisner)
1991 فاز بجائزة الجمهور في مهرجان وارسو السينمائي الدولي (كرزيستوف كييلوفسكي)
1991 جائزة نقابة نقاد السينما الفرنسية لأفضل فيلم أجنبي
1992 ترشح بجوائز سيزار لأفضل ممثلة (إيرين جاكوب)
1992 ترشح بجوائز سيزار لأفضل موسيقى مكتوبة لفيلم (Zbigniew Preisner)
1992 ترشح بجوائز جولدن جلوب لأفضل فيلم بلغة أجنبية
1992 ترشح بجوائز Guldbagge لأفضل فيلم أجنبي [22]
1992 ترشح بجوائز الروح المستقلة لأفضل فيلم أجنبي
1992 جائزة الجمعية الوطنية لنقاد السينما لأفضل فيلم بلغة أجنبية
في يوليو 2021، عُرض الفيلم في قسم «كلاسيكيات كان» في مهرجان كان السينمائي 2021.